# Ali Bahjat
Ali Bahjat Fadhil (Baghdad, 3 marzo 1992) è un calciatore iracheno, di ruolo difensore.

## Carriera
Gioca con l'Al-Shorta, una squadra irachena con cui ha conquistato un campionato nazionale; dal 2012 gioca stabilmente con la nazionale di calcio irachena.

## Palmarès

### Club
- Prima Lega

Al Shorta: 2012-2013
Al-Quwa Al-Jawiya: 2016-2017
- Coppa dell'AFC
- Al-Quwa Al-Jawiya: 2016, 2017, 2018

### Nazionale
- Giochi asiatici: 1

2014